# برج برلين
برج برلين يعد برج التلفزيون (بالألمانية: Berliner Fernsehturm)) الذي يقع في ميدان ألكسندر بلاتز أطول برج في ألمانيا ورابع أطول برج مدعوم ذاتياً في أوروبا؛ حيث يبلغ طوله368 متراً. وقد أكتمل بناء البرج عام 1969 وكان وقتها ثاني أطول برج للتلفزيون في العالم، ويتجاوز عدد زواره سنويا المليون زائر مما يجعله واحدًا من أكثر عشر مزارات سياحية يحرص السياح في ألمانيا على زيارتها.
يتميز برج التلفزيون بتصميم عصري فريد. وقد بٌني في الفترة ما بين عامي 1965 و1969 في حي ميتا التاريخي ببرلين وكان تابعًا لهيئة البريد بألمانيا الشرقية. حيث أُفتتح البرج في الثالث من أكتوبر عام 1969 ويزد ارتفاع المبنى بمقدار 220 متراً.عن برج الإذاعة القديم ببرلين الغربية الذي كان قد تم تشييده عام 1920. ونظراً لارتفاع البرج الذي يناطح السحاب يمكنك رؤيته من معظم أجزاء المدينة. ولأن برج التلفزيون (Berliner Fernsehturm) معلم رئيسي في المدينة لا تقل شهرته عن بوابة براندنبورج وعمود النصر ومبنى الرايخستاج فكثيرا ما يظهر في الأفلام كرمز لبرلين.
إلى جانب مهمة البرج الرئيسية كمنصة لبث الموجات الإذاعية للراديو والتلفزيون فإن المبنى الذي يعرف بين المتخصصين باسم «برج الاتصالات 32» يستخدم كنافذة للاطلال على المدينة من طابق يوفر للزوار مشهدا بانوراميا على ارتفاع 203 متراً يضم ركنا للمشروبات، كما يحتوي البرج على مطعم دوار. كما يضم برج برلين مكاناً لإقامة الفاعليات المختلفة. وقد شهد المبنى المذهل الذي تتميز به المدينة تحولا كبيرا في قيمته الرمزية على مدار عمره؛ فمن منظور سياسي كان البرج يرمز لألمانيا الشرقية ثم أصبح رمزاً للوحدة الألمانية وبرلين الموحدة. وبفضل تصميمة العالمي والعصري زادت أهميته كشعار لمدينة برلين ولألمانيا. في عام 1979 اكتسب برج برلين وضع النصب التذكاري في دولة ألمانيا الشرقية، وبعد الوحدة الألمانية تم تحديث البرج.

## موقع البرج والمنطقة المحيطة
يقع برج التلفزيون في برلين جنوب غرب محطة قطارات ميدان ألكسندر وشمالي شرق ساحة ماركس-إنجلز، وكثيرا ما يقال إن البرج يقع شمالي شرق ميدان ألكسندر، ولكن هذا غير صحيح. فنظرا لقرب البرج الشديد من ميدان ألكسندر المشهور يشار أحياناً لبرج برلين للإذاعة والتلفزيون باسم «برج ألكسندر».
وهناك عدة مواصلات؛ ومنها مترو الأنفاق والمترو، كما يمر أيضا عدد من خطوط الحافلات والمترو بمحطة ميدان ألكسندر التي يؤدي مخرجها الأوسط إلى مبنى دخول برج.
تزامن بناء البرج مع التخطيط لبناء برج فندق إنترهوتل شتادت برلين والذي يبلغ ارتفاعه 125 متراً في ميدان ألكسندر وتم الانتهاء من بنائه عام 1970، وهو ويعرف الآن باسم فندق «بارك باي راديسون برلين ألكساندربلاتز». وشهدت الفترة بين عامي 1967 و1972 بناء مركز تسوق راتهاوس باساجِن (Rathauspassagen) جنوب برج برلين بجوار مبنى بلدية برلين بلونه الأحمر الشهير.

## تاريخ

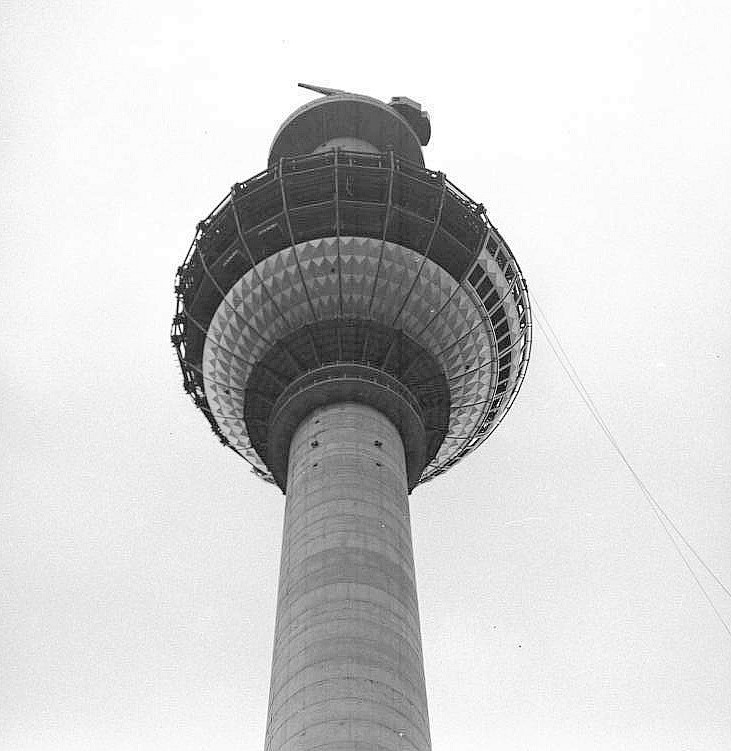
برج برلين عام 1968م

### الخلفية التاريخية
خلال مؤتمر الإذاعة الأوروبي في ستوكهولم في عام 1952 الذي عقد لتحديد ترددات الموجات الإذاعية في أوروبا لم تُمنح جمهورية ألمانيا الشرقية (أو الديمقراطية كما كانت تسمي نفسها) -التي لم تعترف بها معظم الدول رسمياً- سوى ترددين تلفزيونين فقط. ونتيجة لذلك تعذر بث قنوات أكثر في المناطق الحضرية ببرلين دون أن يحدث تشويش وتداخل وضعف في استقبال التلفزيون لإشارات البث. ونتيجة لذلك تطلب توفير تغطية كاملة وقوية أن يكون هناك جهاز إرسال قوي على أكبر ارتفاع ممكن. كان البث التلفزيوني الألماني في برلين عام 1950 ضعيفاً جداً ولم ينجح سوى عدد قليل من أجهزة إلإرسال في تحقيق الغرض منها.
وبالفعل بدأت هيئة البريد بألمانيا الشرقية عام 1952 في التخطط لبناء برج للتلفزيون في العاصمة برلين، وفي البداية كان من المقرر بناء البرج جنوب شرقي برلين. ولكن بعد الشروع في البناء بالفعل توقفت عملية البناء؛ حيث تبين أن الموقع لا يفصله عن مطار برلين- شونفيلد سوى ثمانية كيلومترات مما يعرض مجال حركة الطائرات في اتجاه ممر الهبوط للخطر. وبعد فشل الحلول التوفيقية المختلفة توقف البناء في عام 1956. وفي السنوات التالية حاولوا إيجاد عدة مواقع بديلة مثل حي فريدريشاين ببرلين ولكن المحاولات باءت بالفشل بسب التدابير التقشفية المتبعة وقتها نظراً لارتفاع تكلفة بناء جدار برلين.
لم يتوقف البحث في السنوات القليلة التالية عن موقع مناسب لإنشاء البرج. وبالإضافة للغرض العملي من البرج المتمثل في تحسين البث التليفزيوني فقد ظهرت أيضا حاجة ملحة لمعلم سياحي جديد لبرلين؛ ولذلك طلبت الحكومة اختيار موقع مركزي مميز للبرج، وقد وافقت أيضا قيادة حزب الوحدة الاجتماعية على هذا الاختيار عام 1964. وبهذا أصبح لاختيار موقع البرج بعدا سياسيا أيضا.
شارك العديد من المهندسين المعماريين في عمليتي تخطيط وتنفيذ البرج؛ حيث شارك هيرمان هنسلمان ويورج شتريتبارث في التخطيط الأولي للبناء، بينما وشارك فريتز ديتر، وجونتر فرانكه وفرنر أهريندت وفالتر هيرتزوج، وجيرهارد كوسيل وهربرت أوست في التخطيط الجديد الذي أعد في الفترة بين عامي 1965-1969.

### بناء البرج
بدأ العمل في أساسات المبنى في الرابع من أغسطس عام 1965 وتم الانتهاء منها مع نهاية عام 1965. وبدأ العمل في خرسانة قاعدة البرج يوم 15 مارس عام 1966. ومضت مرحلة الخرسانة بوتيرة سريعة حيث تجاوز ما تم بناؤه 100 متر يوم 4 أكتوبر عام 1966. وبحلول يوم 16 يونيو عام 1967 وصل البرج إلى ارتفاعه النهائي. حيث تطلب بناء البرج بوزنه الإجمالي البالغ 26000 طن تشمل العمود بارتفاعه البالغ 248.78 متراً استخدام 8000 متر مكعب من الخرسانة.
وبينما كان العمل يجري على قدم وساق للانتهاء من بناء عمود البرج كان العمل مستمراً كذلك في المراحل الأولية لكرة البرج. حيث توصلت مجموعة VEB Ipro لطريقة لتجميع أجزاء الكرة التي تتكون من 120 قطعة مقسمة على الأرض معا حتى يمكن تركيبها على العمود الخراساني. فحتى يمكن تجميع أجزاء الكرة أقاموا في موقع بين كنيسة مارى ومبنى بلدية المدينة عموداً بارتفاع 35 متراً يماثل العمود الأصلي، حيث ركبت أجزاء الكرة فيه، واستمر العمل عليه حتى نوفمبر 1967. تضاعفت تكاليف البناء من 33 مليون فرانك ألماني لتصل إلى 95 مليون مارك، وترجع هذه الزيادة الكبيرة إلى التباين في فرق العملات حيث تم استيراد بعض مواد البناء من عدة دول من بينها ألمانيا الغربية. وقد تم البدء في تركيب الكرة على العمود في شهر فبراير عام.1968 وقد تم تركيب الجزء الأخير من الكرة يوم 7 أكتوبر عام 1968، وأضيف إلى عمود البرج القمة المدببة وتجهيزات الهوائيات فوق الكرة، وبذلك أمكن استكمال العمل على الجزء الداخلي في العام التالي.
في بداية عام 1969 تسربت المياه إلى داخل كرة البرج مما أصابها بأضرار بالغة، مما تحتم معه إجراء تعديلات على الكرة لتصبح أكثر إحكاماً. واستمرت الأعمال الداخلية حتى يوم 3 أكتور 1969، وتم أيضا الانتهاء من بناء المدخل. فبعد 53 شهراً من العمل الدءوب تم أخيراً الانتهاء من بناء البرج في «وقت قياسي» رغم كل العقبات والعوائق، وقد تعدت التكاليف 132 مليون مارك ألماني.
سُمي المبنى رسميا ببرج التلفزيون في برلين، وكان يعد ثاني أطول برج في العالم عام 1969؛ حيث كان أطول برج وقتها برج التلفيزيون (أوستانكينو) في العاصمة الروسية موسكو. وفي نفس الوقت كان برج برلين المرتبة ثالث أطول برج مدعوم ذاتياً في عصره، وذلك بعد برج موسكو ومبنى إمباير ستايت بنيويورك.

### منذ الافتتاح البرج
في الثالث من أكتوبر عام 1969 افتتح المسؤول الاشتراكي البارز فالتر أولبريشت وزوجتة لوته برج التلفزيون وأعطى إشارة انطلاق أول بث تلفزيوني لقناة DFF 2 وهي ثاني قناة حكومية في ألمانيا الشرقية. وقد شارك في الافتتاح وفد من كبار الشخصيات مثل جونتر ميتاج وهربرت فارنكه وبول فيرنر ورودولف شولتزه وإريش هونكر وفيرنر لامبرتز وإريش ميلكه. ونتيجة لذلك بدأت ألمانيا الشرقية بث قناتين تلفيزيونيتين ملونتين. في السابع من أكتوبر 1969 فتح البرج أبوابه أمام الجمهور، ووافق هذا يوم الذكرى السنوية لإنشاء جمهورية ألمانيا الشرقية.
وبدءا من يوم 16 فبراير 1970 تم بث خمس برامج إذاعية على موجة UKW من البرج، وتلا ذلك بث أول برنامج تلفزيوني من البرج يوم 4 أبريل 1970. وفي مطلع عام 1972 كان تم استكمال قاعتي المعارض وقاعة سينما ومطاعم مزودة بالمرافق اللازمة إلى جانب مركز برلين للمعلومات. وبلغت إجمالي سعة المطاعم حوالي 1000 شخص. وبعد صدور قانون حماية المنشآت التاريخية والأثرية عام 1975، طبق هذا القانون على برج تليفزيون برلين عام 1979. وحتى بعد سقوط ألمانيا الشرقية أبقت جمهورية ألمانيا الاتحادية على وضع المبنى كمبنى أثري.
فبعد توحيد ألمانيا عام 1990 ارتفعت الأصوات منادية بهدم المبنى، إلا أن ألمانيا الاتحادية لم تستجب لهذه النداءات وقررت الإبقاء على البرج. وحينها تولت شركة دويتشه تيليكوم مهمة إدارة المبنى واستثمرت أكثر من 50 مليون مارك ألماني في تجديد وإصلاح معدات البث وإجراء تحسينات المبنى ككل. وقد شمل ذلك تغيير عمود الهوائي المنصوب على ارتفاع 327 مترا. وبسبب الهوائي الجديد زاد ارتفاع المبنى من 365 مترا ليصل إلى 368 مترا وذلك في صيف 1997.
ويشارك برج برلين في مهرجان الأضواء الذي يقام في شهر أكتوبر من كل عام حيث أصبح منذ عام 2004 يضاء البرج بشكل مميز وفريد لعدة أيام. وبمناسبة فعاليات كأس العالم لكرة القدم عام 2006 تزينت كرة البرج بكسوة أظهرتها ككرة قدم عملاقة باللون حمراء كجزء من الحملة الإعلانية لشركة الاتصالات تيليكوم التي تتولى إدارة البرج.

## التفاصيل الفنية

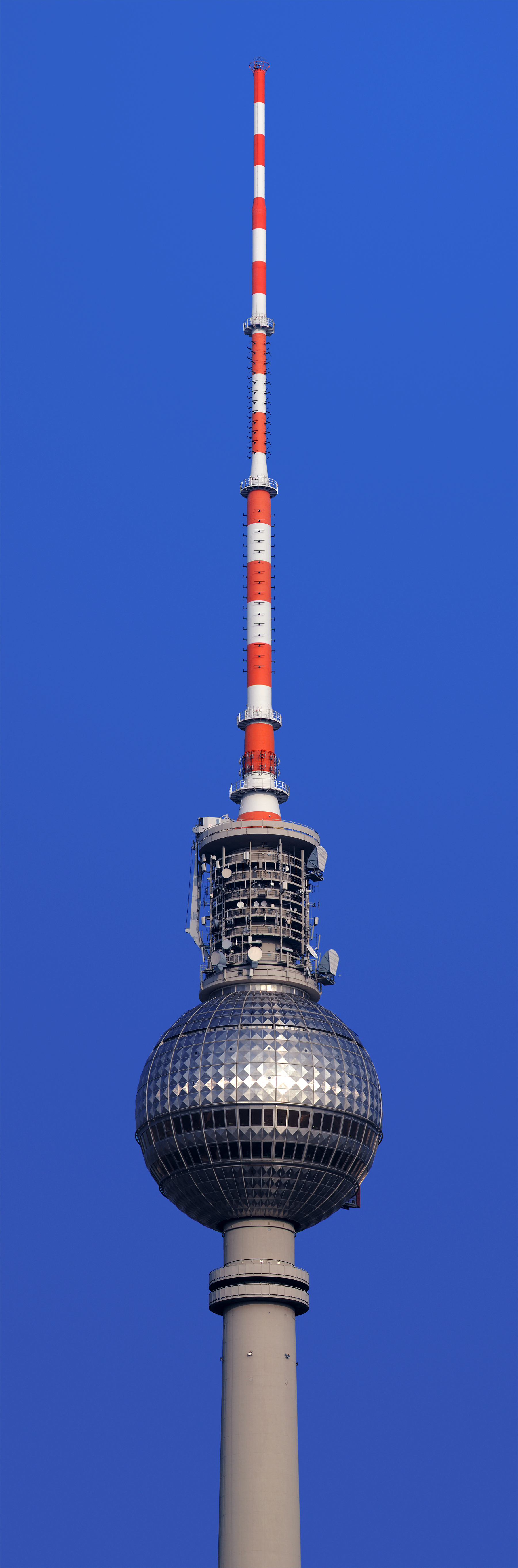
الجزء العلوي من البرج.

- عمق أساسات المبنى: بين 2.70 و5.80 متر
- القطر الخارجي للمبنى: 42 مترا
- قطر برج الكرة: 32 مترا
- وزن كرة البرج: 4800 طن
- مصاعد الركاب
- مصعد للمعدات التقنية يستخدمه موظفو التشغيل للوصول إلى غرف المعدات
- طابق النوافذ البانورامية على ارتفاع 203.78 مترا
- المطعم على ارتفاع 207.53 مترا
- المساحة المستغلة من الكرة: 5000 متر مربع
- على ارتفاع 216 و220 و224 مترا توجد أجهزة إرسال التلفزيون والراديو وغرف التشغيل التي يستخدمها فنيو القياس
- في الطابق السفلي على ارتفاع 200 متر يوجد التكيف المركزي، أما في أعلى طابق فيضم مركز مكافحة الحرائق بواسطة الغاز
- وتوجد منصات إنقاذ على ارتفاع 188 و191 مترا
- 150 هوائي مختلف لإرسال البث التلفزيوني والإذاعي
- ويغطي البث مساحة تبلغ 20000 كيلومتر مربع

## التصميم
تم تصميم البرج في الأصل بمعرفة المهندس الألمانى (الشرقي) (هيرمان هنزل مان)، وتم تصميم كرة البرج لتتخذ شكل القمر الصناعي السوفيتي الشهير (سبوتنيك) إحياءً للذكرى في القلوب، وخطط للبناء اللون الأحمر.. رمز الشيوعية البارز، ولكن جرى تعديل التصميم بعد ذلك عدة مرات لتيسير عملية البناء، ويبلغ قطر الكرة الدائرية أعلى البرج 32 متراً وتزن ما يقرب من 4.800 طن.

## الزوار والسياحة
لا تقتصر أهمية برج تليفزيون برلين فقط على دوره كبرج للبث التلفزيوني، ولكنه يعد معلماً سياحياً يجذب السياح ومكاناً لإقامة الفعاليات المختلفة. كما أنه يعد أعلى مبنى حكومي في أوروبا بأكملها يفتح أبوابه للزوار، كما أنه ثاني أطول برج يتيح للزوار مشاهدة المدينة من أعلى بعد برج روتفايلر للاختبارات. وخلال أول ثلاث سنوات من افتتاح المبنى كان قد زاره بالفعل أكثر من أربعة ملايين شخص. وبعد توحيد ألمانيا وصل متوسط أعداد الزوار إلى 1.2 مليون سائح سنوياً يأتون من 90 دولة تقريباً. ففي عام 2010 مثلا كان 60% من زوار البرج من السياح الأجانب، حيث شكل الأسبان أكبر نسبة بواقع 8.1%، يليهم الإيطاليون بنسبة 7.6%، وأخيرا الدنماركيين بنسبة 6.7%. وتستوعب كرة البرج 320 فرد كحد أقصى. ومن بين العدد الإجمالي اليومي لزوار البرج الذي يصل إلى 5000 شخص يستقبل مطعم البرج حوالي 1500 زائراً يومياً. وقبل الوحدة بين ألمانيا الشرقية والغربية كان لا يسمح بتمضية أكثر من 60 دقيقة في المقهى و30 دقيقة فقط في الطابق البانورامي.
يتوفر بالبرج مصعدان للزوار يتسع كل مصعد ل12 شخص ويستغرق 40 ثانية فقط ليصعد 203 متراً، وعلى هذا الارتفاع يوجد أعلى بار في برلين. ويتميز المكان بنوافذه الكثيرة التي يصل عددها إلى 60 نافذة توفر إطلالة بانورامية رائعة تتيح لك مشاهدة مدينة برلين والمناطق المحيطة بها. يقع المطعم على ارتفاع 207 متراً وهو بذلك يعلو منصة المراقبة بـ21 طابقا. يدور المطعم 360 درجة كل ساعة. ومخافة نشوب الحرائق فإن المطبخ الرئيسي يوجد في الأسفل عند قاعدة البرج، وهناك مصعد يستخدم في توصيل الوجبات إلى مطبخ صغير يكمل تجهيز الوجبات. ومن ضمن إجراءات الحد من خطر نشوب الحرائق التي تشمل ود منصتي إخلاء أسفل جسم البرج يمنع أيضا التدخين منعاً باتاً داخل البرج. ولا يسمح لمستخدمي الكراسي المتحركة أو من يعانون من مشاكل في الحركة بزيارة برج التلفزيون في برلين لأنهم سيكونون بحاجة للمساعدة لاستخدام مهرب الطوارئ. كما لا يسمح باصطحاب الحيوانات وعربات الأطفال والأمتعة كبيرة الحجم لأسباب تتعلق بالسلامة.
وبعد مرور ما يقرب من 42 عاماً على الافتتاح احتفل رئيس البلدية كلاوس ويريت يوم 14 يونيو 2011 بوصول عدد زوار البرج إلى خمسين مليون زائر.يوفر الطابق البانورامي الموجود أعلى برج التلفزيون إطلالة مذهلة على برلين بأكملها، وفي ظروف الرؤية الجيدة يمكن أن يصل مدى الرؤية إلى 60 كيلو متر ويمكنك رؤية منتزه تروبيكال إيلاندس.
يفتح برج التلفزيون أبوابه أمام الزوار طوال العام مع اختلاف طفيف في أوقات العمل في مواسم معينة. آخر موعد لدخول الطابق البانورامي هو الساعة 23:30، في حين يغلق المطعم أبوابه الساعة 23:00. يمكن استئجار المنطقة المفتوحة لإقامة الحفلات أو المناسبات الخاصة أو حفلات الاستقبال أو غيرها من الفعاليات بحد أقصى 200 شخص.كما يمكن أيضاً إقامة حفلات الزفاف في برج التليفزيون حيث يمكن استئجار منطقة البار في الطابق البانورامي لمدة ساعة ليحتفل فيها الزوجان مع عدد يصل إلى 30 شخص من معارفهما.

## معرض الصور

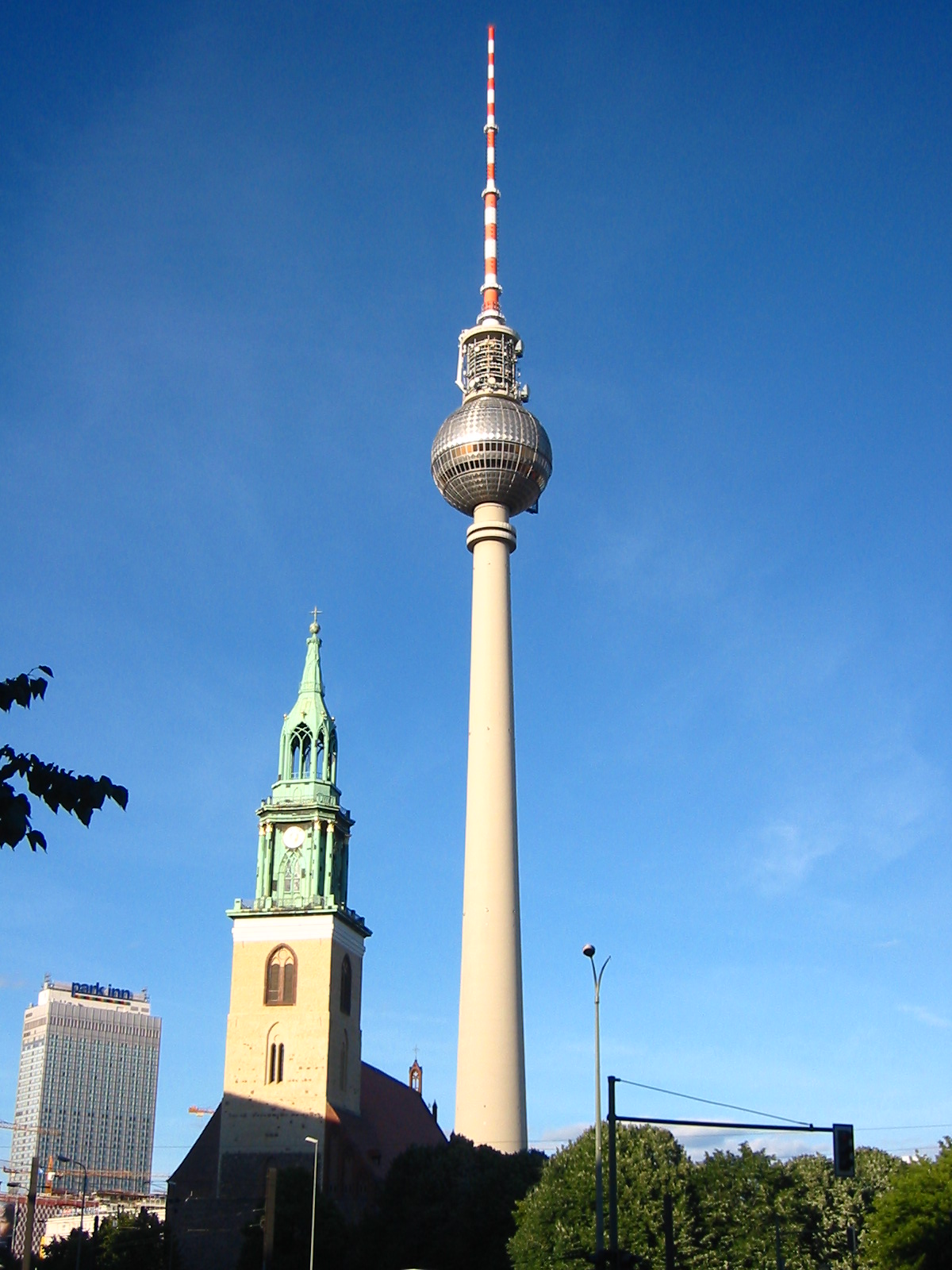
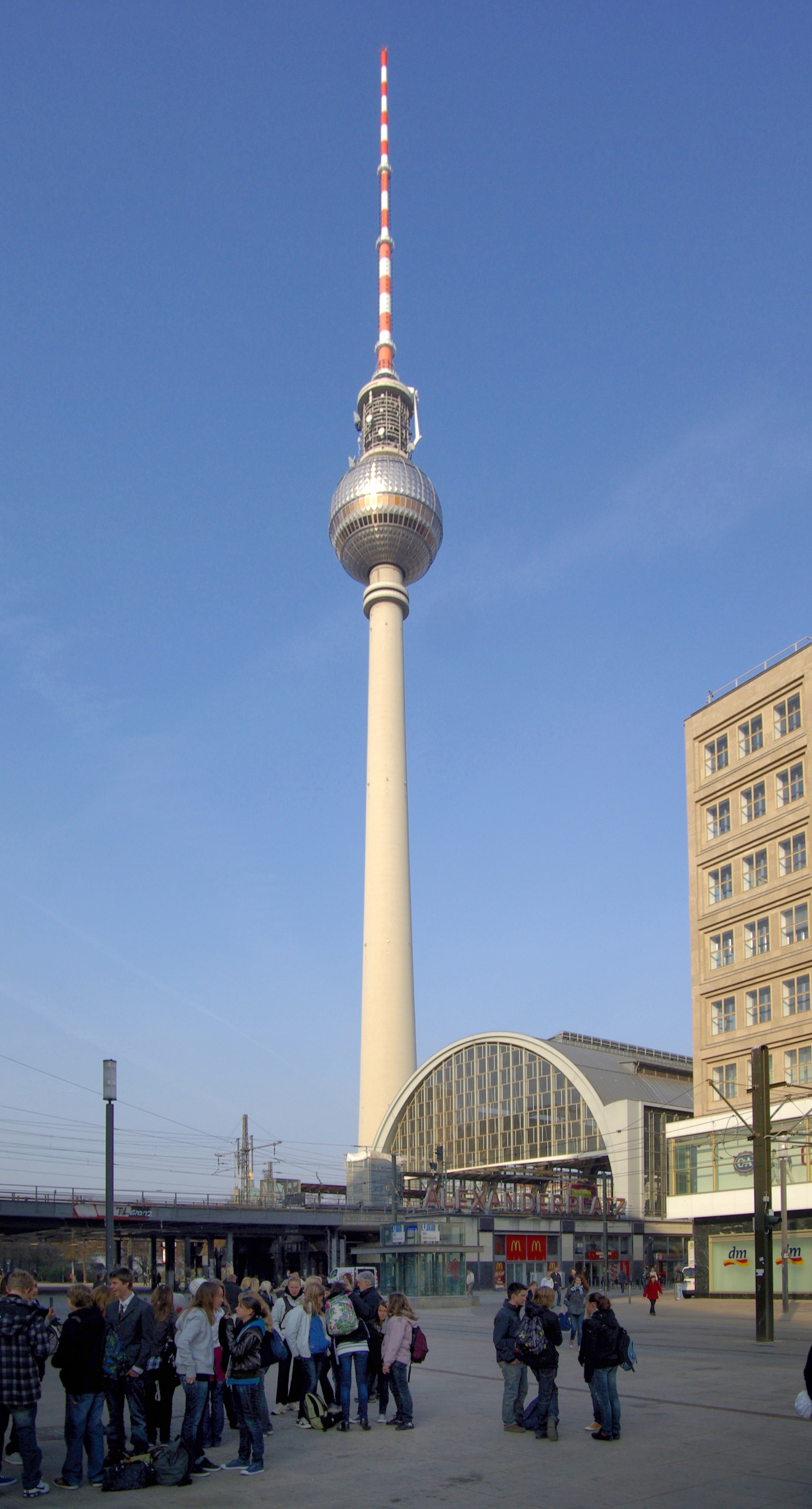
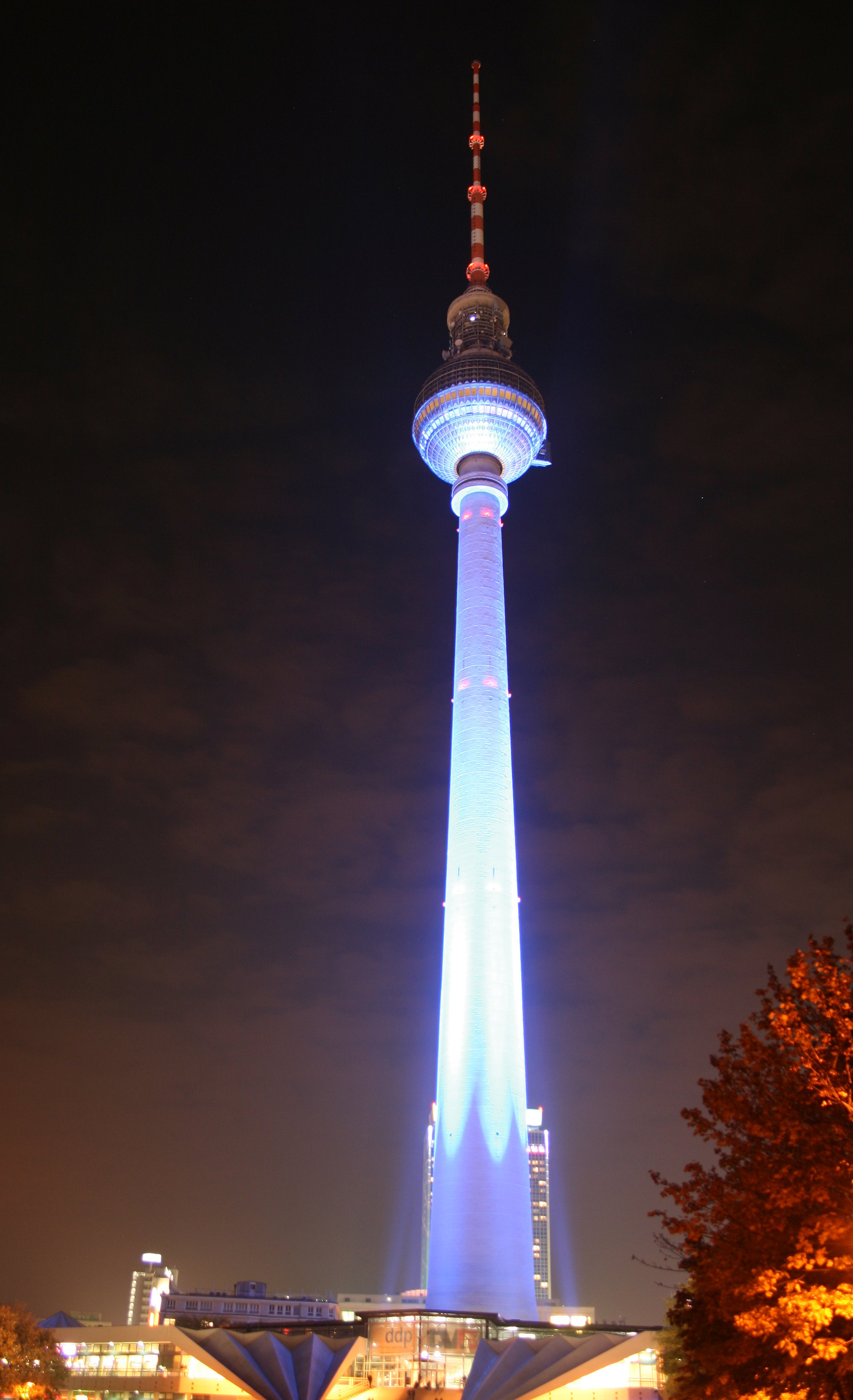

## وصلات خارجية
- برج برلين  على موقع ستركتر

- Fernsehturm Official Website
- Berliner Fernsehturm during Football Worldcup 06
- All about the tower and Panorama
- Article in EXBERLINER Magazine[وصلة مكسورة]